# John Baconthorp
John Baconthorp (latinul: Johannes Baco), (Baconsthorpe, 1290 körül – Blakeney, 1347) középkori angol filozófus.
Karmelita szerzetes volt, és évszázadokon keresztül Princeps averroistarum néven tartották számon. Egy Kommentárt készített Petrus Lombardus Szentenciáihoz. Ennek a műnek a részletes vizsgálata során az újabb kutatások kimutatták, hogy a közkeletű vélekedésekkel szemben nézeteiben éppenséggel elítélő véleményeket fogalmazott meg Averroës filozófiájával kapcsolatban.

## Bővebb irodalom
- Étienne Gilson: A középkori filozófia története. Budapest: Kairosz Kiadó. 2015.  ISBN 9789636627850 , 730–731. o.